# Asistencia sanitaria privada
Asistencia sanitaria privada, sanidad privada, atención de salud privada o medicina privada es la asistencia sanitaria proporcionada por entidades distintas al gobierno, empresas privadas a las que el ciudadano contribuye (generalmente vía la suscripción de seguros de salud). El término se utiliza generalmente más en Europa y otros países que han financiado con fondos públicos el sistema sanitario, para diferenciar la disposición del sistema habitual. Se basa en contribuciones que están determinadas por quienes tienen los recursos para pagar un plan privado de salud, de acuerdo a sus propias posibilidades y expectativas.

## Características de la asistencia sanitaria privada
Sus característica distintivas son las siguientes:
- El fundamento es que cada uno recibe en proporción a los aportes realizados. Esto redunda en que su objetivo pasa, en numerosos casos, por obtener beneficios económicos en lugar de buscar la salud de sus pacientes.[3]

- No funciona desde el punto de vista legal como un sistema de seguridad social, sino como un contrato de aseguramiento. En este sentido, los usuarios determinan los grados de cobertura y los tipos de beneficios para el afiliado individual o para el afiliado y su grupo familiar.

- Según Titelman, los beneficios ofrecidos varían según la cotización y el riesgo médico del asegurado. En este aspecto se presenta la mayor cantidad de polémicas.

- Las empresas de medicina privada funcionan de dos maneras diferentes: o bien, tienen contratos con la mayor cantidad -o totalidad- de Clínicas y Centros Hospitalarios, o bien funcionan con una red propia de entidades prestadoras de servicios.

- Los honorarios y costos del servicio sanitario corren por cuenta del contratista, siendo de esta forma, un servicio generalmente restringido a las clases económicamente solventes y que deja desprotegidos a quienes no pueden financiar su salud.

## Críticas a los sistemas de sanidad privada
Una de las principales críticas a la asistencia sanitaria privada sostiene que, realmente, ésta otorga más importancia a los beneficios económicos que a la calidad del tratamiento sanitario. Un ejemplo de esta situación se daría en Reino Unido, donde el sistema de salud privada está notablemente extendido. Allí el tratamiento sanitario daría peores resultados de salud a pesar de ser un sistema más caro, lo que redunda en que al final son las empresas las que acaban obteniendo mayores beneficios. Además, las empresas privadas tenderían a priorizar el beneficio propio sobre los intereses sanitarios de los pacientes.  Esto ha llegado al punto de que la sanidad privada ha mostrado la tendencia a expulsar pacientes que no proporcionan beneficios económicos hacia la sanidad pública.
A esto hay que sumarle que los gestores de los sistemas privados de salud "tienen unos niveles de remuneración mucho más elevados que los existentes en las instituciones no lucrativas".
Esta prioridad del beneficio de la empresa privada sobre el interés del paciente resulta, según estudios, en que los servicios médicos privados ofrecen menos calidad que aquellos que no tienen afán de lucro. Esto llegaría al punto de que en ciertos servicios, la diferencia de calidad entre un servicio de salud privado y uno público sería "abrumadora" a favor de la sanidad pública. La presunta mayor eficiencia del sistema privado se basaría, entre otros, en:
- Ahorro en personal médico cualificado. Reducir el gasto pasaría por contratar personal con menor cualificación, lo que redunda en perjuicios para el paciente.
- Restricción de la movilidad de los pacientes. Como medida para que los pacientes requieran menos atención, el sistema privado tendría la tendencia de recurrir a los calmantes con mayor asiduidad.

Por otra parte, el sistema privado de salud resultaría en una menor libertad de decisión del paciente, ya que las necesidades sanitarias de éste tienden a estar intervenidas por los proveedores privados. Además, tampoco la sanidad privada sería un ejemplo de libertad de mercado, ya que la asistencia médica privada se encuentra en manos de unas pocas empresas, lo que llevaría a la formación de oligopolios.
Otro argumento en contra de la sanidad privada se basa en que no supone un ahorro de recursos. Según estudios, las personas con un doble aseguramiento (público y privado) tienden a utilizar más recursos que quienes sólo utilizan un sistema privado, a pesar de lo cual presentarían un peor estado de salud. Otros estudios indican que la financiación público-privada de la asistencia sanitaria no supone, a pesar de lo que se dice, un ahorro para el sistema público de salud. En cambio, este sistema mixto obtendría como resultado mayores perjuicios que beneficios para el sistema público de salud. Algunos ejemplos concretos, como las iniciativas de financiación privada en la Comunidad de Madrid, muestran que la asistencia sanitaria privada incrementa el coste de la sanidad "entre 7 y 8 veces respecto a la gestión pública". Además, en este mismo caso, se habría dado una notable ausencia de información acerca de su financiación. Se ha llegado a decir que la sanidad privada actúa, realmente, de manera parasitaria con la sanidad pública en vez de actuar en su beneficio.
Además, el sistema privado de salud tendría una de sus deficiencias fundamentales en que es incapaz de garantizar la asistencia sanitaria a todos los ciudadanos en igualdad de condiciones.

### Estados Unidos
Se ha señalado que el sistema sanitario de los Estados Unidos es un símbolo de la sanidad privada. En este sentido, por su parte, el sistema sanitario de Estados Unidos dista de ser el más eficiente. Por un lado, se trata del país con mayor gasto sanitario por habitante. Sin embargo, esto resulta en que el 16% de la población censada "carece de cualquier tipo de cobertura" sanitaria, cobertura que, a su vez, es considerada "insuficiente" por otros 62 millones de habitantes, aproximadamente otro 20% de la población total. A su vez, el pago de los servicios sanitarios depaupera a los que pueden costearse el gasto, hasta el punto de que "el 60% de la gente que entra en bancarrota lo hace por tener que hacer frente a deudas con las aseguradoras médicas".

### España
En España la sanidad privada es defendida por determinados grupos de presión y lobbies, representantes de compañías aseguradoras y grupos hospitalarios. Entre ellos está la Fundación Idis, dirigida por Juan Abarca Cidón,que estuvo muy presente durante la pandemia Covid-19 para lograr diversos contratos con el sistema sanitario autonómico.
En España, la sanidad privada está en manos de las aseguradoras, siendo las principales compañías: Adeslas (29,2%), Sanitas (15,7%), Asisa (13,4%) DKV (7,2%) y Mapfre (6,8%). En 2024 existe un gran descontento entre los médicos por el trato económico recibido de las aseguradoras. Según los facultativos se mantienen las mismas tarifas desde 1994, lo que supone una "humillación", "injusticia", "explotación" y hasta "esclavismo". Con ligeras diferencias, las tarifas suelen estar por debajo de 20 euros brutos por primera consulta de especialista, menos de 10 para el médico general y la mitad, respectivamente, para revisiones.En 2022 el sector de los médicos a través de diversas sociedades científicas, firmó el Manifiesto Dignifica para exigir la mejora de las condiciones laborales de los médicos que trabajan en sanidad privada. El  Manifiesto Dignifica describe la posición “dominante” de las aseguradoras, que puede llevar al sobrediagnóstico (exagerándose la gravedad para pedir más pruebas de las necesarias y cobrar más) y el no realizar procedimientos o la pasividad, porque el trabajo que precisa no  se corresponde al pago recibido, lo que deja indefenso al paciente. El Consejo General de Colegios Oficiales de Médicos (CGCOM) también denuncia indicios de abuso y dominio con fijación unilateral de baremos, imposición de condiciones, obstáculos en el desarrollo de la actividad de los facultativos y exclusión de los cuadros impuesto por las aseguradoras.

## Financiamiento
Hay cinco modos de financiar la medicina en general:
1. Directo o pago contado.
2. Impuestos.
3. Seguro de salud.
4. Seguro voluntario o privado de salud.
5. Donación o seguro colectivo de salud.